# St. Maria (Hohenrechberg)

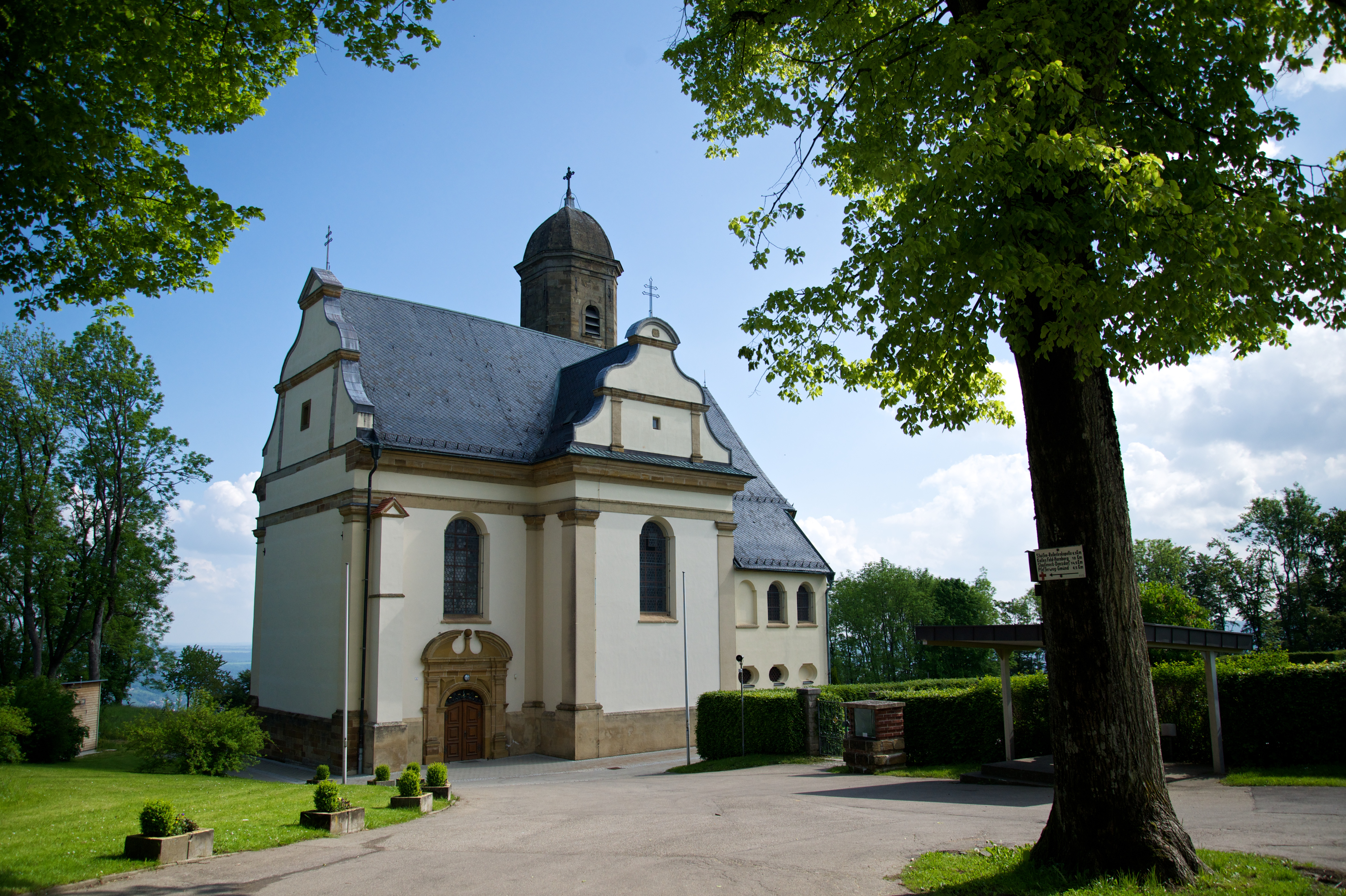
Ansicht der Kirche von Süden

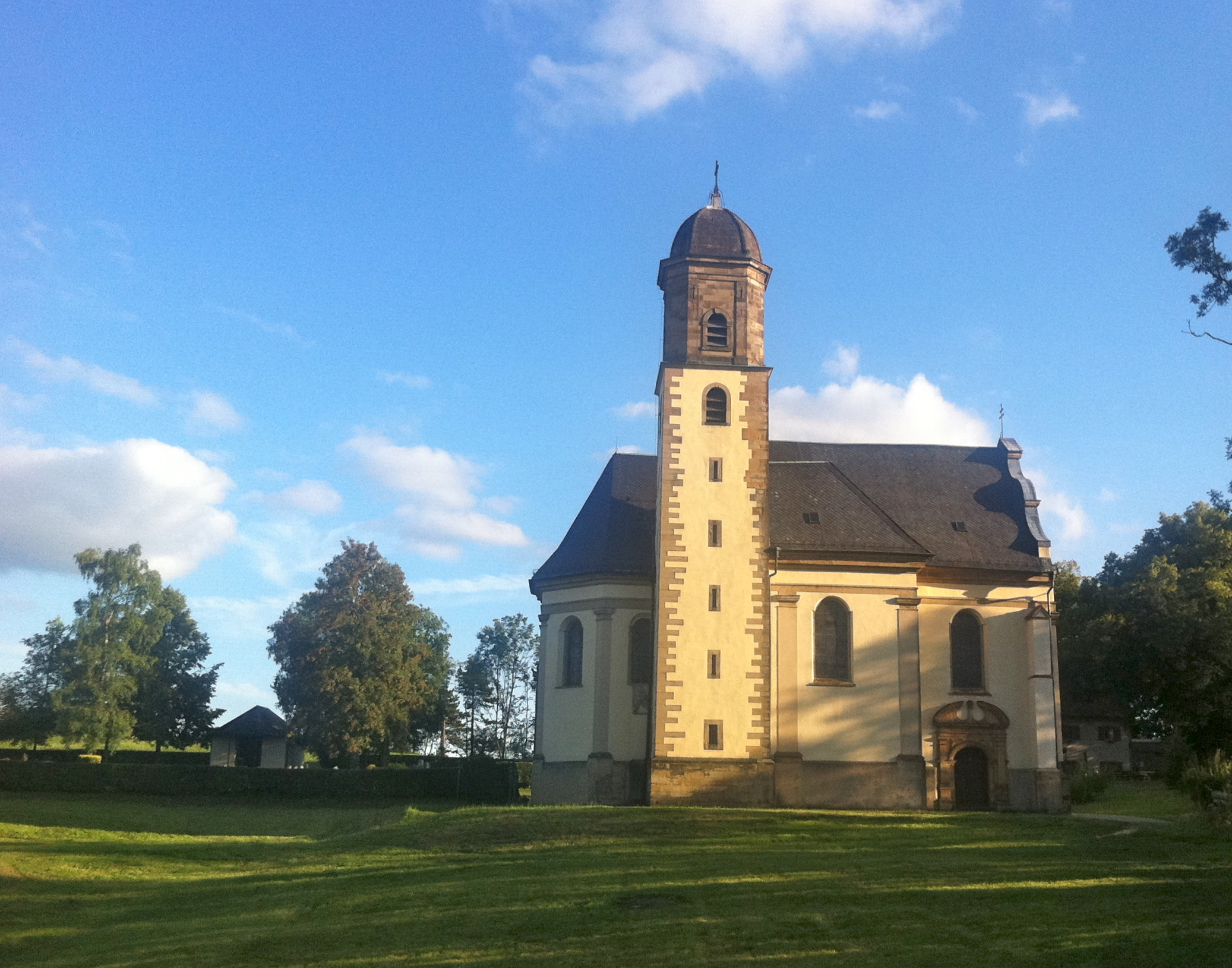
Ansicht der Kirche von Norden

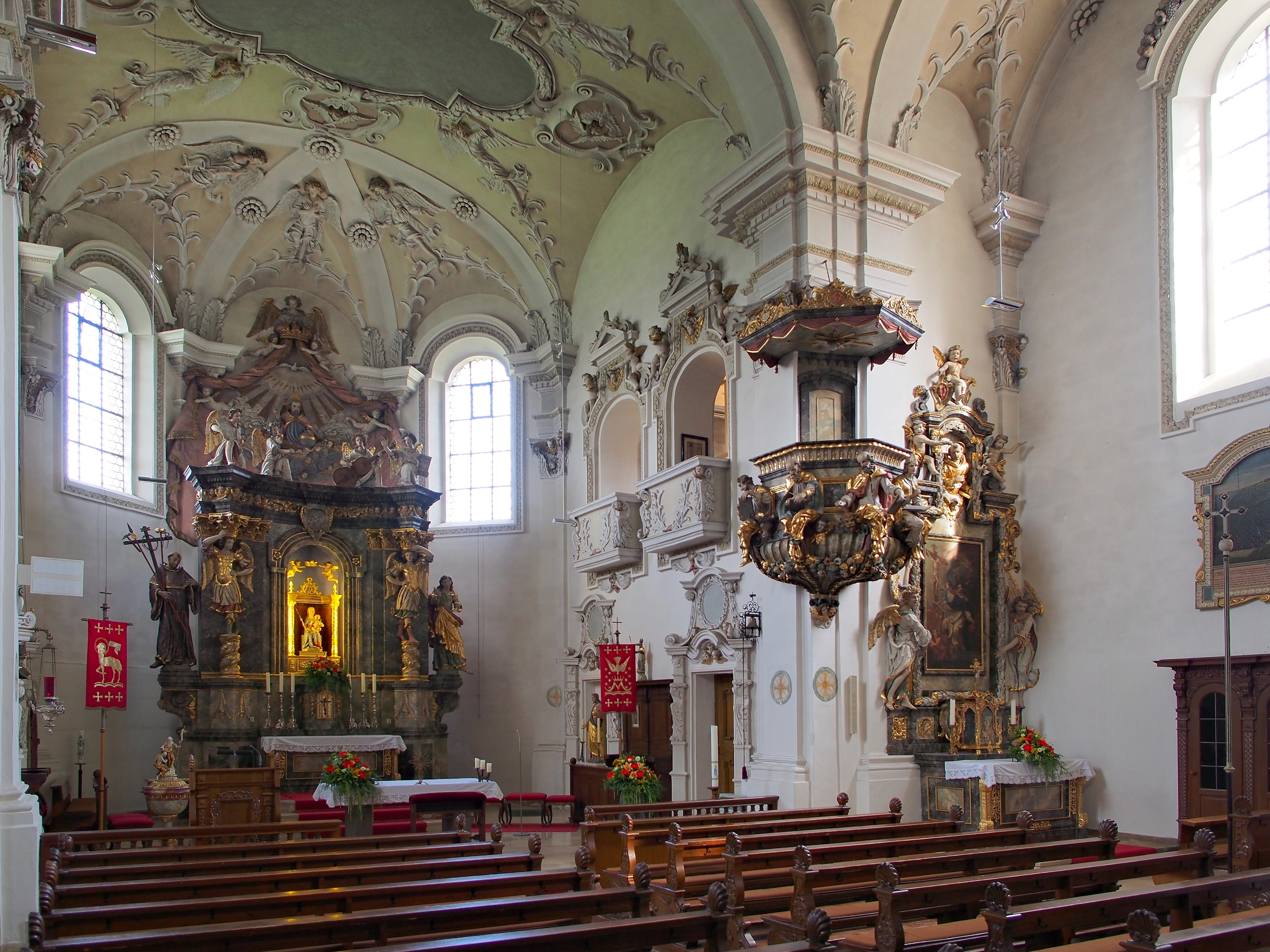
Innenansicht

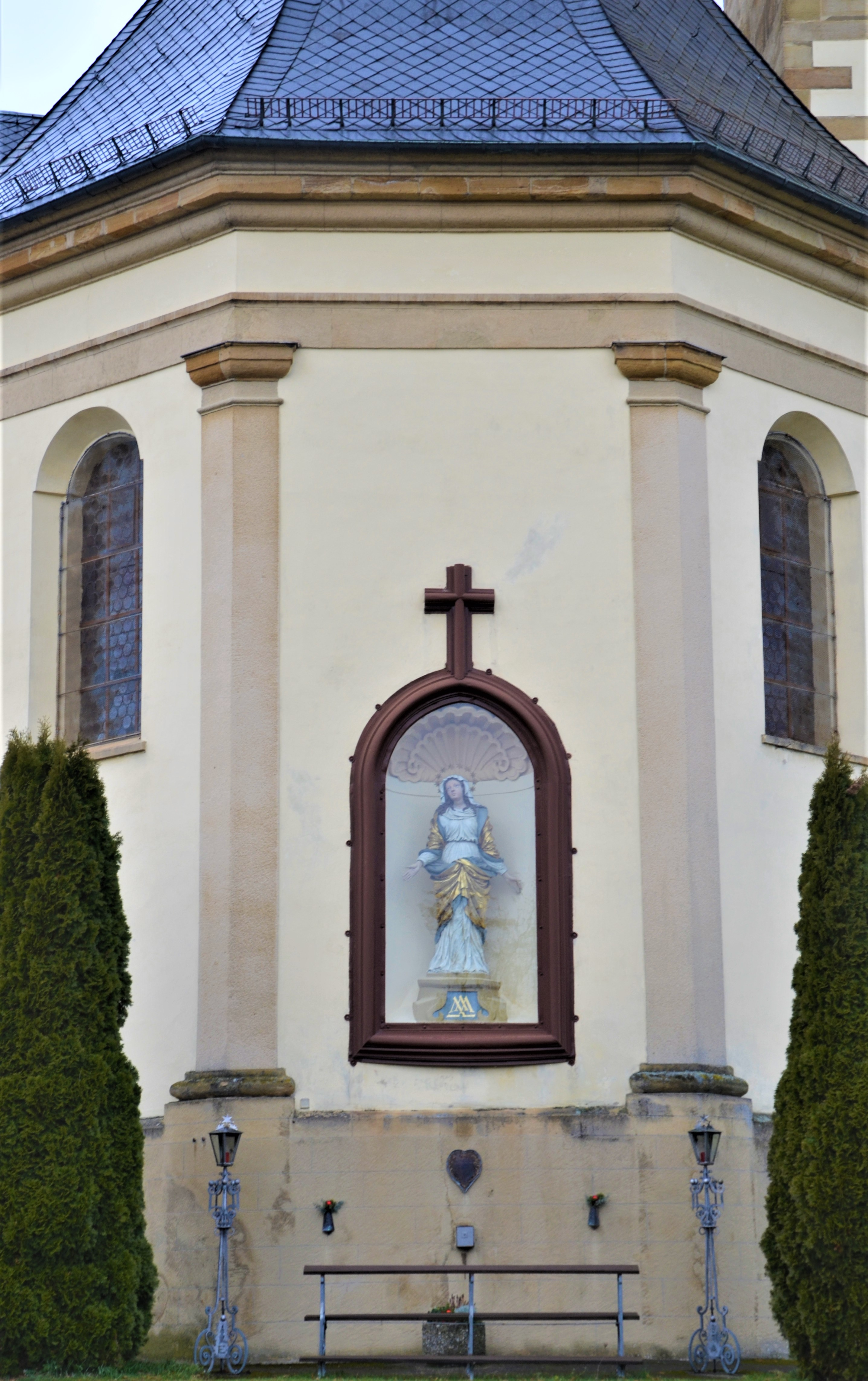
Marienfigur am Chor

Die barocke Wallfahrts- und Pfarrkirche St. Maria auf dem Hohenrechberg bei Schwäbisch Gmünd war die Wallfahrtsstätte der Grafen von Rechberg und ist bis heute Pfarrkirche von Rechberg und beliebtes Ziel von Wallfahrten. Von der ehemaligen Stammburg der Rechberger bis zur Kirche wird der Weg durch einen Kreuzweg von 1891 flankiert.
Seit dem 15. Jahrhundert ist auf dem Berg eine Wallfahrtsstätte nachgewiesen. Zusammen mit der Ruine Hohenrechberg und den drei Kaiserbergen bildet sie ein Wahrzeichen der Region.

## Geschichte

### Vorgängerkirchen
Die Geschichte der Wallfahrt ist direkt mit dem Gnadenbild der Schönen Maria vom Hohenrechberg verbunden. Die kleine Statue steht bis heute im Zentrum des Hochaltares und wird in die Mitte des 14. Jahrhunderts datiert. Aufgrund ihres Alters gibt sie indirekt den Hinweis auf den Entstehungszeitraum der Wallfahrt. Sie entstand entweder kurz vor 1348, als Kaiser Ludwig der Bayer und alle seine Anhänger – darunter auch die Herren von Rechberg – mit dem Kirchenbann belegt waren, oder zu Beginn der ersten, von 1349 bis 1353 andauernden Pestwelle, die auch in der Umgebung von Rechberg zahlreiche Opfer forderte. Die erste Kirche auf dem Berg war eine aus Holz gezimmerte Kapelle, deren Altar an der Stelle des heutigen Altares in der Barockkirche gewesen war. Die früheste gesicherte Erwähnung dieser Kapelle war 1424.
Ritter Ulrich II. von Rechberg ließ 1488 eine neue steinerne Kapelle an der Stelle des ehemaligen Pfarrhauses und heutigen Gasthauses errichten. Dieser Bau, der bis heute parallel zur Holzkapelle steht, besaß ein Rippengewölbe, dessen Schlussstein heute im Südgiebel der neuen Kirche prangt, und das Wappen der Grafen von Rechberg zeigt. Es gibt jedoch eine Beschreibung dieser Kapelle in der Schwäbischen Geschichte von Crusius.
Dieser Kapellenbau wurde ab 1687 mit Erlaubnis des Konstanzer Bischofs teilweise abgetragen. Der Kirchturm wurde abgerissen und das Langhaus in ein Wohnhaus für den Kaplan umgewandelt.

### Barocke Wallfahrtskirche
Die Planungen für einen barocken Neubau der Kirche auf dem Hohenrechberg begannen bereits 1685. Am 9. Juli 1686 wurde der Grundstein in Gegenwart des Stifters Bernhard Bero von Rechberg zu Donzdorf, gelegt. Der aus Vorarlberg stammende Baumeister Valerian Brenner fertigte die Pläne und ein Modell der Kirche. Die Bauarbeiten wurden überwiegend von regionalen Handwerkern übernommen. Im Herbst 1687 entwarf der Tessiner Bildhauer und Stuckateur Prospero Brenno bei einem Besuch in Donzdorf die Ausgestaltung des Kircheninneren, die 1688 und 1689 erfolgte.
Am 16. Juni 1767 wurde die Wallfahrtskirche St. Maria von einer Kaplanei zu einer Pfarrei erhoben, was zu einem Rechtsstreit führt, weshalb die letztendliche Umsetzung dieses Vorgangs erst 1772 erfolgte. Bis dahin war Rechberg offizieller Teil der Pfarrei Waldstetten.
Am 27. Juli 1774 brannte der Holzturm nach einem Blitzschlag vollkommen ab, weshalb an dieser Stelle ein Steinturm erbaut wurde.
1870/1871 kam es zur ersten Sanierung der Kirche bei der auch die Fenster erneuert wurden. 1928, 1942, 1961–1963 und 1985 kam es zu weiteren Sanierungen der Kirche.

## Ausstattung

### Äußeres
Der kreuzförmige Saalbau, der einen nach drei Seiten schließenden Chor besitzt, ist in drei Abschnitte gegliedert, nämlich Portalachse, Querarm und Chor, der südlich von der Sakristei und nördlich vom Turm flankiert wird. Das Dach war bis 1871 ein Plattendach, das nach einem schweren Sturm durch ein Schieferplattendach ersetzt wurde. Nur die Westfassade, die gegenüberliegende Portale und der Quadersockel sind steinsichtig, die restliche Kirche ist verputzt, wobei die Gliederung graubraun abgesetzt ist.
Am Chorscheitel befindet sich anstatt eines Fensters eine große Figurennische, in der in Holz gerahmt eine aus Terracotta gefertigte Marienstatue von Prospero Brenno steht, die in Haltung und Ausdruck für Schwaben ungewöhnlich ist. 1884 wurde bei ihrer Restaurierung der Gesichtsausdruck verändert.
Der Turm ist ein quadratisches, siebengeschossiges Gebäude, das in den ersten fünf Geschossen nur Lichtschlitze besitzt und im sechsten und siebten Geschoss rundbogige Fenster. Das siebte Geschoss ist das Läutgeschoss, das gelängt achteckig ist. Zurückgesetzt hinter einem großen Traufgesims liegt die achteckige Kuppel aus Steinquadern, deren Besonderheit in den konkaven Flächen besteht.

### Inneres

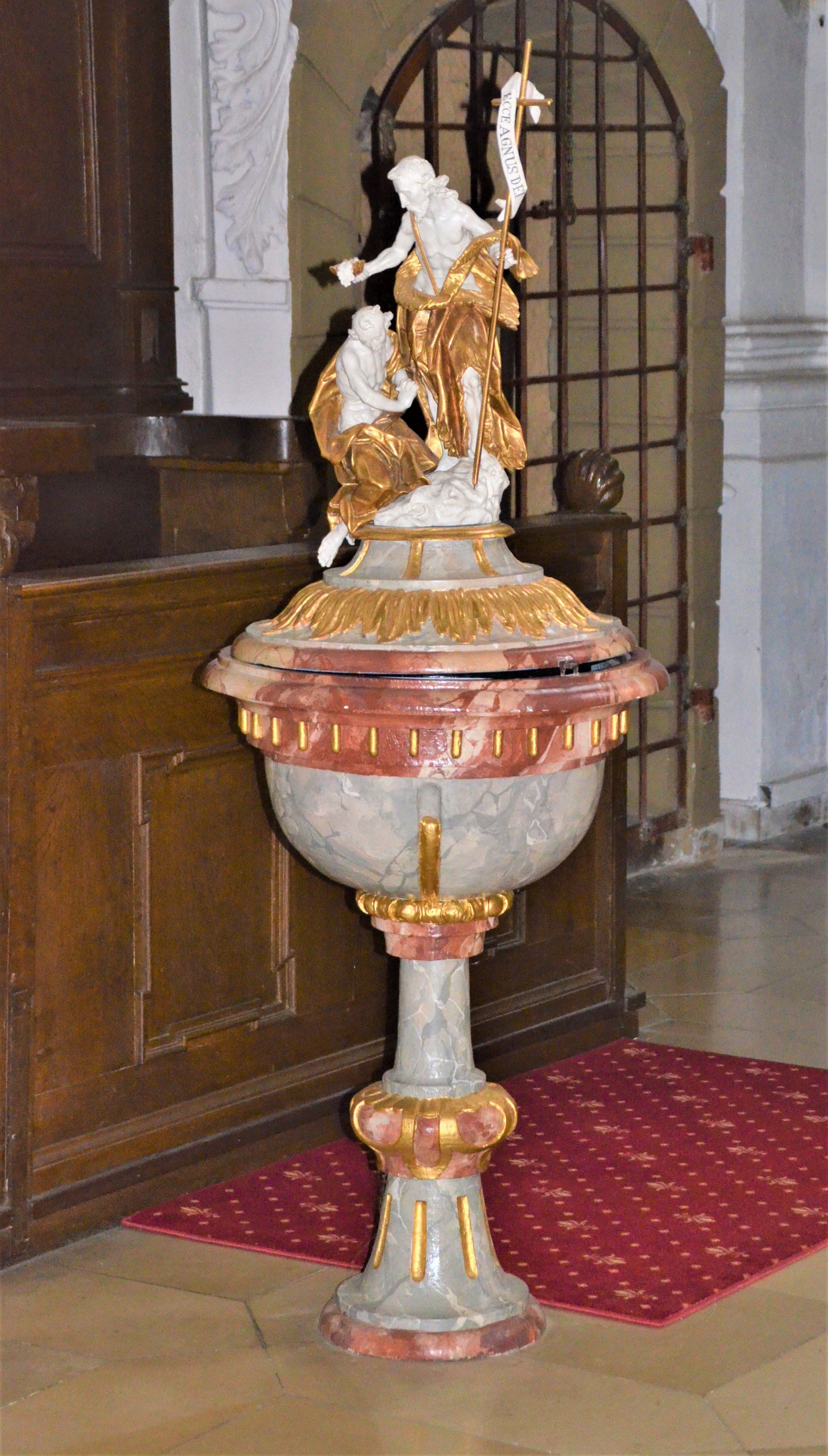
Taufstein

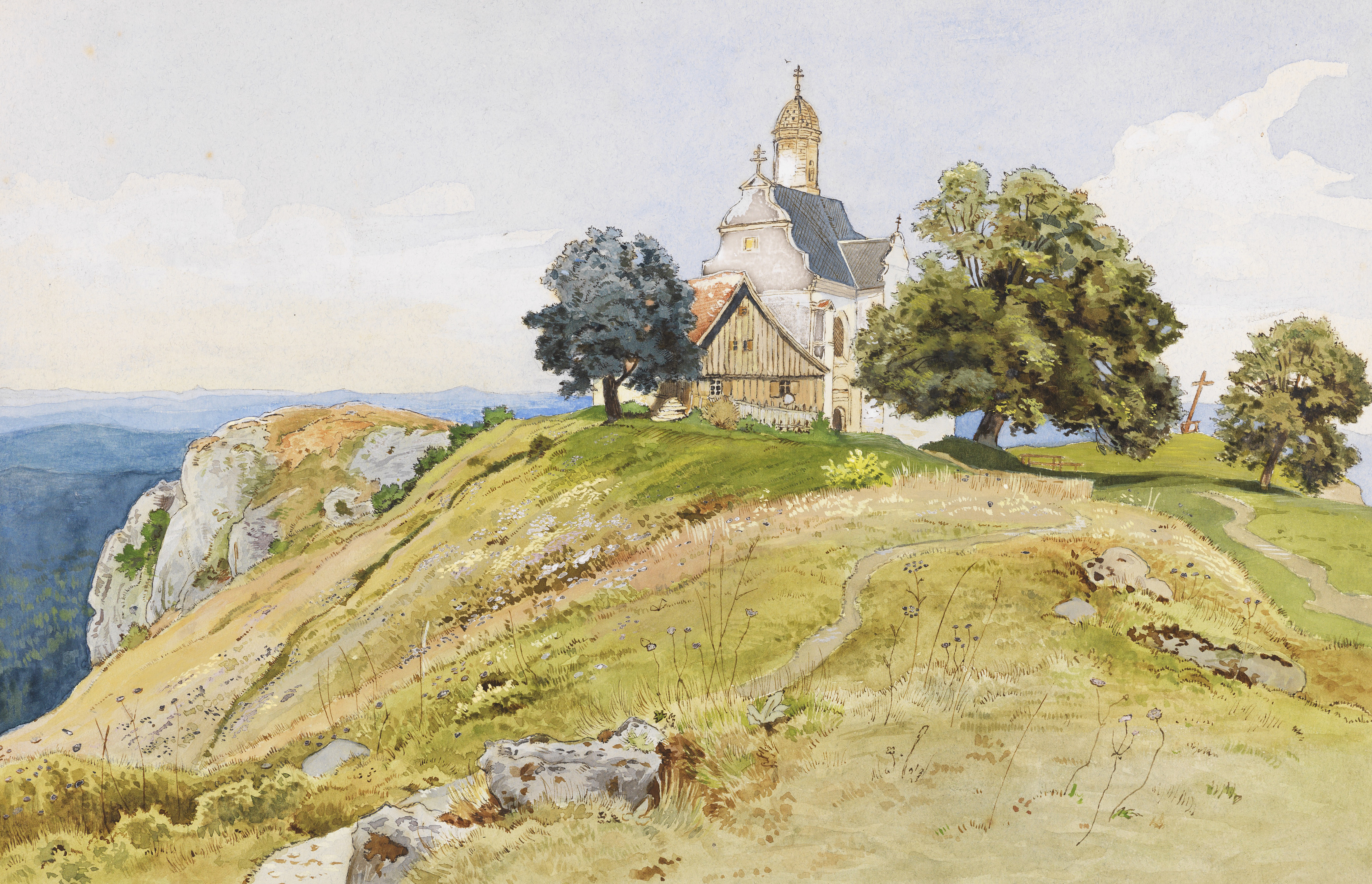
V. P. Mohn: St. Maria auf dem Hohenrechberg, 1882

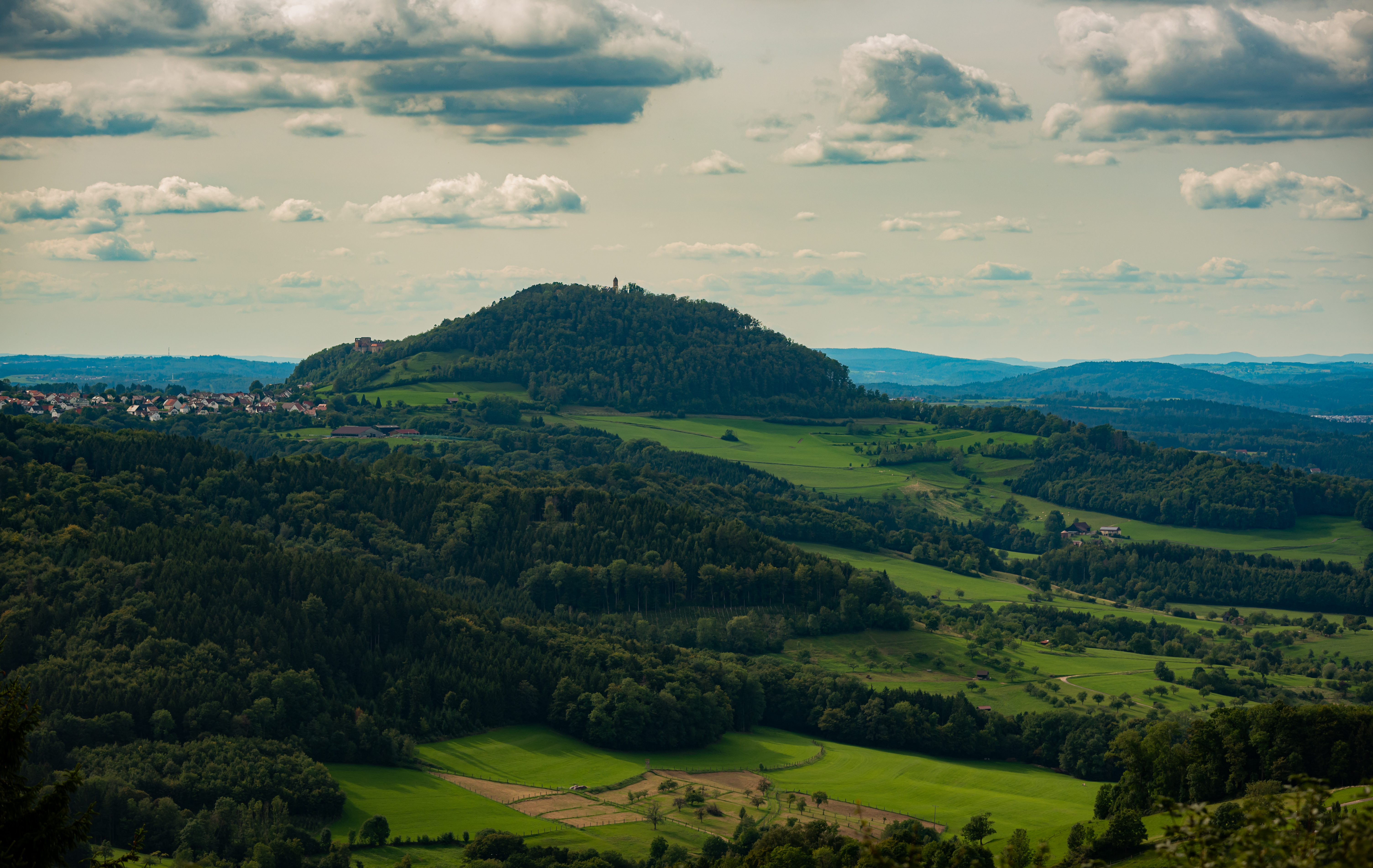
Hohenrechberg von Osten

Der Innenraum ist in drei Joche geteilt. Das letzte Joch wird fast vollständig von der Orgelempore von 1690 ausgefüllt, auf der sich ein modernes zweigeteiltes Orgelprospekt befindet. Der üppige Stuck im Kirchenraum im italienischen Stil wurde von dem Tessiner Prospero Brenno entworfen und ausgeführt. Insgesamt 150 Engel findet man an der Recke in den Kapitellen am Blick in den Himmel und am Hochaltar. Zudem findet man überall mediterrane Gemüse- und Obstsorten.
Die ursprüngliche Wand- und Deckenmalerei mit Motiven des Marienlebens vom Schwäbisch Gmünder Johann Georg Heberle wurde 1870 übermalt. Bei der Renovierung der Kirche in den 1960er Jahren wurde die bis dahin in reinem Weiß nach dem Vorbild von Andrea Palladio gehaltene Kirche in Pastellfarben des Rokoko gestaltet und die Deckenbilder in monochrome Kartuschen umgewandelt.
Der aus Stuck gearbeitete Hochaltar wurde ebenfalls von Prospero Brenno 1688/89 erstellt. In der zentralen Nische des Altares befindet sich das in die Mitte des 14. Jahrhunderts datierte Gnadenbild der Schönen Maria vom Hohenrechberg. Der Legende nach brachte ein Einsiedler dieses Marienbild auf den Berg. Der Altar wird von einem Engelskonzert gekrönt, das den Übergang zu dem hinter dem Altar gestalteten Blick in den Himmel bildet. Der Hohenrechberger Altar ist das wohl älteste Theatrum Sacrum in Süddeutschland und nach Ideen des Gianlorenzo Bernini gestaltet.
Zwischen 1688 und 1689 gestaltete Prospero Brenno auch die beiden Seitenaltäre. Herausragend sind dabei die rechts und links platzierten, lebensgroßen Engel. Ihre Aufgabe ist es den Rahmen des jeweiligen Altarbildes zu halten und durch Mimik und Gestik die Aufmerksamkeit des Betrachters auf das Heilsgeschehen zu lenken. Die heute im Seitenaltar zu sehenden barocken Gemälde stammen von dem Augsburger Barockmaler Johann Georg Wolcker und stellen im linken Seitenaltar den Heiligen Cornelius und im rechten Seitenaltar den Heiligen Dominikus dar. Beide Gemälde wurden Anfang der 1960er Jahre aus dem Kunsthandel erworben.
Der rechte Seitenaltar ist seit 1806 dem Hl. Bernhard geweiht. Die kleine wundertätige Statue war damals aus der 1809 abgerissenen Wallfahrtskirche auf dem Bernhardus nach Hohenrechberg gebracht worden, um die finanzielle Absicherung der noch jungen, aufgrund der Napoleonischen Kriege massiv vom Ruin bedrohten Pfarrei St. Maria Hohenrechberg zu sichern.
Die 1689 errichtete Kanzel stammt vermutlich vom Prospero Brennos Vetter Francesco Brenno. Den Korbboden bildet seine Perlmuschel – ein Mariensymbol. Die Perlmuschel wird durch vier Lilienbänder gegliedert. In den Zwischenräumen hängen üppige Fruchtgirlanden. Auf dem Muschelrand sitzen die die vier Evangelisten mit ihren Attributen.
Das gotische Kruzifix an der nördlichen Querarmwand wurde um 1490 von dem Ulmer Bildhauer Michel Erhart geschaffen und hing wohl ursprünglich in der gotischen Vorgängerkirche.

### Orgel
Die Orgel der Wallfahrtskirche wurde von dem Orgelbauer Peter Paul Köberle (Schwäbisch Gmünd) im Jahr 1968 erbaut. Das Instrument besitzt 21 Register.
| I Hauptwerk C–f3    |     |
| Violgedeckt         | 16′ |
| Principal           | 8′  |
| Rohrpommer          | 8′  |
| Oktave              | 4′  |
| Spitzflöte          | 4′  |
| Blockflöte          | 2′  |
| Mixtur 8-fach       | 2′  |
| Hornpfeife 1-3-fach |     |
| Helltrompete        | 8′  |
| Tremulant           |     |

| II Oberwerk C–f3       |            |
| Gedackt                | 8′         |
| Quintadena             | 8′         |
| Principal              | 4′         |
| Oktave                 | 2′         |
| Hohlflöte              | 2′         |
| Salicet                | 1 ⁄3′ + 1′ |
| Klingend Zimbel 3-fach |            |
| Musette                | 8′         |
| Tremulant              |            |

| Pedal C–d1        |     |
| Subbass           | 16′ |
| Flötenbass        | 8′  |
| Choralbass 4-fach | 4′  |
| Fagottbass        | 16′ |

- Koppeln: II/I, I/P, II/P
- Spielhilfen: 2 freie Kombinationen, Walze, Zungeneinzelabsteller

## Glocken
Heute befinden sich vier neue Glocken aus der Glockengießerei Bachert aus Heilbronn von 1991 im neuen Holzglockenstuhl im Glockenturm. 1775 stifteten die Grafen von Rechberg vier Glocken, die von Joseph Arnold aus Dinkelsbühl gegossen werden. Es gab zu dieser Zeit eine Marienglocke, eine Evangelistenglocke, eine Schutzengelglocke und eine kleine Glocke. 1917 werden diese Glocken eingeschmolzen. Erst 1919 werden aus Bochum drei neue Glocken geliefert, die dann 1991 ersetzt wurden. Diese Glocken waren die Marienglocke, Bernhardusglocke und eine Johannesglocke.